# 内文学馆
内文学馆为中国唐朝时的一个皇家机构，位於宮內，设学士一名，由有學問的官員擔任，負責教授宫人寫字和算術。武则天时，改称习艺馆，后又改为翰林内教坊。